# Blåpannad lansnäbb
Blåpannad lansnäbb (Doryfera johannae) är en fågel i familjen kolibrier.

## Utseende och läte
Blåpannad lansnäbb är en knubbig kolibri med en lång och mestadels rak näbb. Hanen har blålila panna och mestadels vart undersida. Honan saknar svart och har istället grönt i pannan. Den liknar hona grönpannad lansnäbb, men är mindre och har mindre utbredda bronstoner på huvudet, blåaktig stjärt och ljusare panna.

## Utbredning och systematik
Blåpannad lansnäbb delas in i två underarter med följande utbredning:
- Doryfera johannae johannae – förekommer i Andernas östsluttning från sydöstra Colombia till Ecuador och nordöstra Peru
- Doryfera johannae guianensis – förekommer från södra Venezuela, södra Guyana och angränsande norra Brasilien

## Levnadssätt
Blåpannad lansnäbb hittas vanligen i molnskogar på medelhög höjd, ofta intill rinnande vattendrag. Den besöker också kolibrimatningar.

## Status och hot
Arten har ett stort utbredningsområde, men tros minska i antal, dock inte tillräckligt kraftigt för att den ska betraktas som hotad. Internationella naturvårdsunionen IUCN listar arten som livskraftig (LC).

## Namn
Fågelns vetenskapliga artnamn hedrar Jane Cooke (1812-1843), engelsk botanisk konstnär och dotter till kolibrikännaren George Loddiges.